# Skarpsill

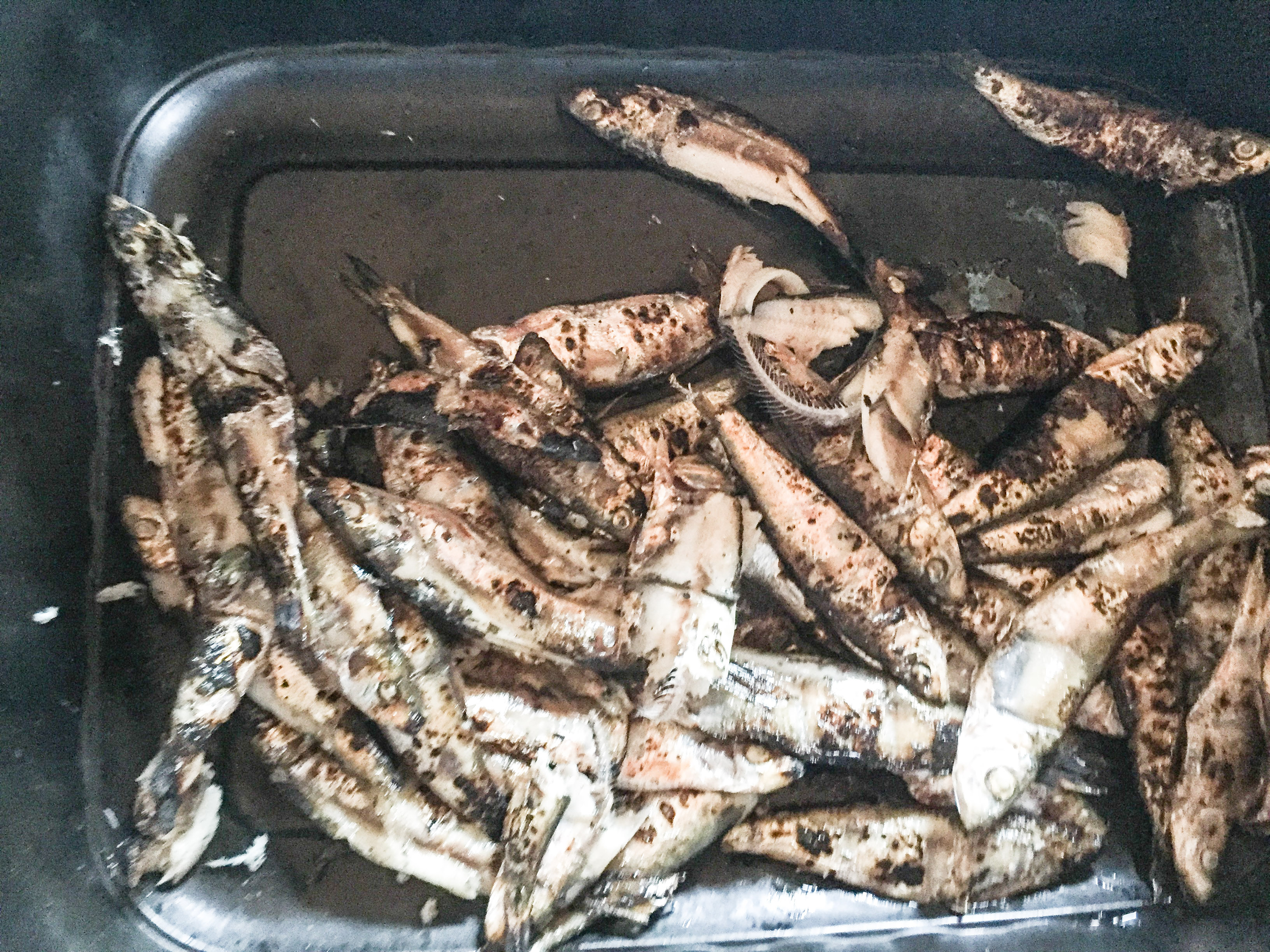
Halstrad vassbuk fångad vid Lökholm, Nagu

Skarpsill, vassbuk, brisling, Sprattus sprattus (Linné, 1758), är en art av benfisk i familjen sillfiskar (Clupeidae). Utbredningsområdet är östra Atlanten, från Lofoten till norra Afrika, och Östersjön upp till Bottenhavet. Den går även in i Medelhavet. Skarpsillen liknar sillen men är som fullvuxen mindre än denna. Ryggfenan börjar bakom eller i linje med bukfenornas fäste (hos sillen framför). Skarpsillen blir cirka 16 centimeter lång, ibland längre, och är en silverglänsande stimfisk. Skarpkantade fjäll längs buken bildar en vasst sågtandad "köl", vilket kom att ge fisken det före år 1690 använda namnet hwassbuk. Namnet skarpsill är historiskt känt sedan 1762. Lokala namn har på Gotland varit sprut, samt plugg för ung skarpsill i Bohuslän.
Framförallt beredd (saltad eller rökt) skarpsill har i Bohuslän kallats brisling eller brissling (med varianterna bressling och brässling), från norskan, känt före år 1779. Motsvarande namn i Blekinge, Skåne och Halland har varit briling (lokalt i Blekinge även brilling). Från lågtyskan härrör den äldre benämningen breitling. Sockersaltad och kryddinlagd skarpsill saluförs i Skandinavien under det traditionella handelsnamnet ansjovis, vilket bland annat är en viktig ingrediens i Janssons frestelse. Skarpsill inlagd i tomatsås eller matolja  säljs som sardiner. De salufördes från 1995 och ett tjugutal år framåt med namnet brisling enligt EU-regler för att inte förväxlas med produkter av fiskarten sardin.
Skarpsillen är mogen för sin första lek vid 1–3 års ålder. Leken försiggår ute till havs eller intill kusten på 10–40 meters djup. Den leker helst då vattentemperaturen är 8–12° Celsius, vilket innebär att Skagerraks och Kattegatts skarpsillar leker under april–juli, Östersjöns i mars-augusti och Nordatlantens i februari-juli.

## Systematik
Tidigare har arten indelats i flera underarter, och därtill finns flera ogiltiga synonymer. Numera anses dock arten endast bestå av typarten Sprattus sprattus sprattus, samt underarten baltisk skarpsill, Sprattus sprattus balticus (Schneider, 1908).

## Hot
På grund av intensivt fiske kan lokala populationer minska. Hela populationen anses vara stor. IUCN listar arten som livskraftig (LC).